# ブランドン・ロジャース
ブランドン・ジョージ・ロジャース (Brandon George Rogers、1988年8月3日 - ) は、アメリカ合衆国のYouTuber、俳優、コメディアン、映画製作者、編集者。彼の名を冠したYouTubeチャンネルで多くのキャラクターを演じることで最もよく知られている。

## 人物
「公然の同性愛者」である。保守的な町で育ったにもかかわらず、彼の両親はとても寛容だった。
2人の若い兄弟がいる。